# Allmaniopsis
Allmaniopsis là chi thực vật có hoa trong họ Amaranthaceae.